# Nhái cây Fiji
Nhái cây Fiji (Platymantis vitiensis) là một loài nhái trong họ Ranidae. 
Nó là loài đặc hữu Fiji, liên quan đến loài nhái mặt đất Fiji (Platymantis vitianus). 

## Phân bố và nơi sống
Loài nhái này sinh sống ở rừng ẩm vùng đất thấp nhiệt đới hoặc cận nhiệt đới, sông, vùng đồng cỏ, các đồn điền, vườn nông thôn, và rừng tái sinh thứ cấp, trên các quần đảo lớn nhất của nhóm quần đảo Fiji: Taveuni, Vanua Levu và Viti Levu. Loài này đang bị đe dọa do mất môi trường sống on quần đảo này do gia tăng đồn điền.

## Hình ảnh

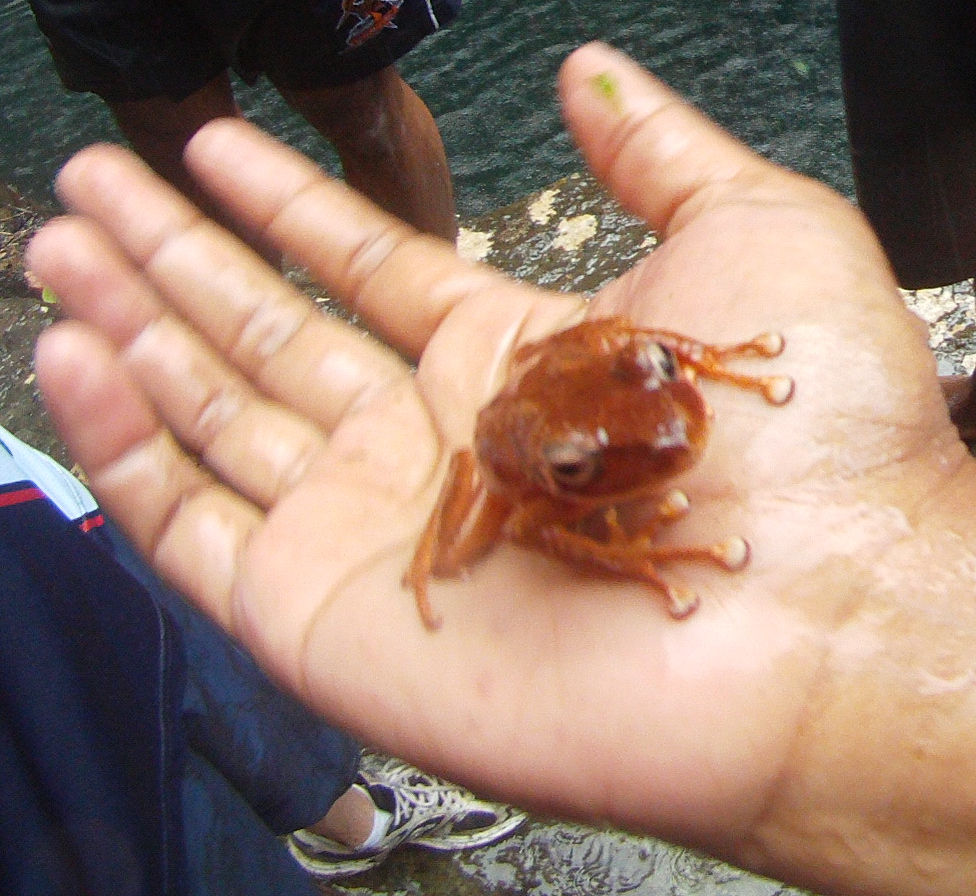
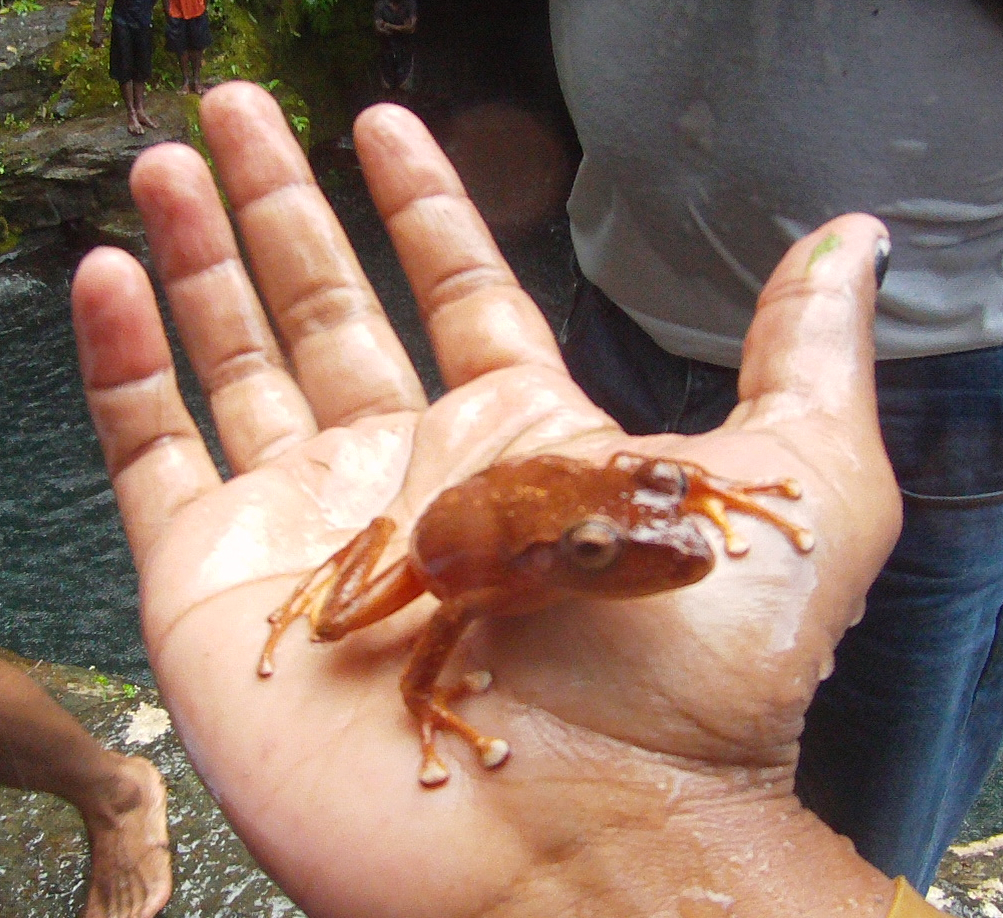
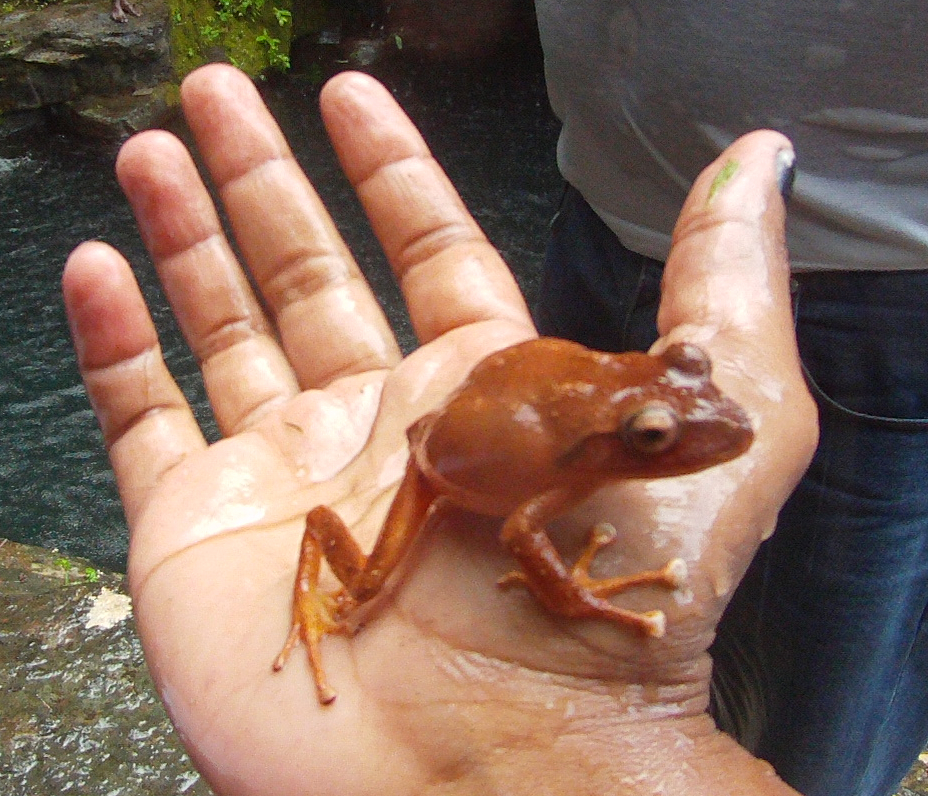